# Castellar, Alpes-Maritimes

Castellar este o comună în departamentul Alpes-Maritimes din sud-estul Franței. În 1 ianuarie 2022 avea o populație de 1.042 de locuitori.